# Равни (Кршко)
Равни (словен. Ravni) је насељено место у општини Кршко, Посавска регија, Словенија.

## Историја
До територијалне реорганизације у Словенији били су у саставу старе општине Кршко.

## Становништво
У попису становништва из 2011. године, Равни су имали 63 становника.
| Број становника према пописима | Број становника према пописима | Број становника према пописима |
| ------------------------------ | ------------------------------ | ------------------------------ |
| 1991                           | 2002                           | 2011                           |
| 61                             | 53                             | 63                             |